# Baranovka (Volsk)
|  | Per a altres significats, vegeu «Baranovka». |

Baranovka (en rus: Барановка) és un poble de l'óblast de Saràtov, a Rússia, segons el cens del 2010 tenia 1.183 habitants. Pertany al districte municipal de Volsk.